# O dziwnym grajku
O dziwnym grajku (Der wunderliche Spielmann) – baśń opublikowana przez braci Grimm w 1819 roku w drugim wydaniu ich zbioru Baśni (tom 1, nr 8).

## Treść[1]
Pewien skrzypek wędrował przez las. Grając marzył, by mieć towarzysza. Wilk, lis i zając zauroczeni jego muzyką, chcieli się z nim zaprzyjaźnić. Jednak grajek nie chciał takich towarzyszy i każde z tych zwierząt uwięził w pułapce. Zwierzęta uwolniły się jednak i ruszyły w pogoń za grajkiem, by się zemścić. Jednak skrzypek w międzyczasie znalazł towarzysza – drwala, który oczarowany jego muzyką obronił go przed zwierzętami. Grajek podziękował i ruszył w dalszą drogę.